# Келаки
Кела̀ки (на гръцки: Κελλάκι) е село в Кипър, окръг Лимасол. Според статистическата служба на Република Кипър през 2001 г. селото има 270 жители.
Намира се на 10 km северно от Пареклисия.